# Acer velutinum
Acer velutinum är en kinesträdsväxtart som beskrevs av Pierre Edmond Boissier. Acer velutinum ingår i släktet lönnar, och familjen kinesträdsväxter. Inga underarter finns listade i Catalogue of Life.